# Короткевич, Лариса Владимировна
Лари́са Влади́мировна Коротке́вич (род. 3 января 1967, Орша, Витебская область) — советская и российская легкоатлетка, специалистка по метанию диска. Выступала за сборные СССР, СНГ и России по лёгкой атлетике в 1980-х и 1990-х годах, победительница и призёрка первенств национального значения, участница двух летних Олимпийских игр. Представляла Минск и Краснодарский край. Мастер спорта России международного класса.

## Биография
Лариса Короткевич родилась 3 января 1967 года в городе Орша Витебской области Белорусской ССР.
Начинала заниматься лёгкой атлетикой под руководством тренеров В. Акатьева и М. Свитина, позже была подопечной В. Кравченко. Впоследствии проживала в Краснодаре, представляла спортивное общество Профсоюзов.
Впервые заявила о себе в метании диска на международной арене в сезоне 1985 года, когда вошла в состав советской национальной сборной и побывала на юниорском европейском первенстве в Котбусе, откуда привезла награду бронзового достоинства.
В 1986 году выиграла серебряную медаль на IX летней Спартакиаде народов СССР в Ташкенте, показала восьмой результат на Играх доброй воли в Москве.
В 1987 году стала серебряной призёркой на чемпионате СССР в Брянске и закрыла десятку сильнейших на чемпионате мира в Риме.
В 1992 году выиграла серебряные медали на открытом зимнем чемпионате СНГ по метаниям в Адлере и на летнем чемпионате СНГ в Москве — в обоих случаях уступила Эллине Зверевой. По итогам чемпионата вошла в состав Объединённой команды, собранной из спортсменов бывших советских республик для участия в Олимпийских играх в Барселоне — в итоге с результатом 65,52 метра стала здесь четвёртой. Также заняла четвёртое место на Кубке мира в Гаване.
После распада Советского Союза Короткевич представляла российскую национальную сборную. Так, в 1993 году она одержала победу на чемпионате России в Москве, выиграла личный зачёт Кубка Европы в Риме, отметилась выступлением на чемпионате мира в Штутгарте.
В 1997 году победила на чемпионате России в Туле, стала четвёртой на чемпионате мира в Афинах.
На чемпионате России 1998 года в Москве стала серебряной призёркой, уступив Валентине Ивановой.
В 1999 году на чемпионате России в Туле стала второй позади титулованной Натальи Садовой, принимала участие в чемпионате мира в Севилье.
На чемпионате России 2000 года в Туле вновь была второй после Натальи Садовой. По итогам чемпионата удостоилась права защищать честь страны на Олимпийских играх в Сиднее — на сей раз метнула диск на 58,81 метра, не сумев преодолеть предварительный квалификационный этап.